# Landres
Landres település Franciaországban, Meurthe-et-Moselle megyében. Lakosainak száma 979 fő (2022. január 1.). Landres Preutin-Higny, Mont-Bonvillers, Domprix, Mairy-Mainville, Murville, Norroy-le-Sec és Piennes községekkel határos.

## Népesség
A település népességének változása:
| Lakosok száma | 973  | 1008 | 959  | 888  | 971  | 980  | 974  | 972  | 971  | 979  |
|               | 1968 | 1982 | 1990 | 2006 | 2013 | 2015 | 2017 | 2019 | 2020 | 2022 |